# Liste der Biografien/Art
Liste der Biografien |
Portal Biografien |
Personensuche
# |
A |
B |
C |
D |
E |
F |
G |
H |
I |
J |
K |
L |
M |
N |
O |
P |
Q |
R |
S |
T |
U |
V |
W |
X |
Y |
Z |
?
 
Aa |
Ab |
Ac |
Ad |
Ae |
Af |
Ag |
Ah |
Ai |
Aj |
Ak |
Al |
Am |
An |
Ao |
Ap |
Aq |
Ar |
As |
At |
Au |
Av |
Aw |
Ax |
Ay |
Az
 
Ara |
Arb |
Arc |
Ard |
Are |
Arf |
Arg |
Arh |
Ari |
Arj |
Ark |
Arl |
Arm |
Arn |
Aro |
Arp |
Arq |
Arr |
Ars |
Art |
Aru |
Arv |
Arw |
Arx |
Ary |
Arz
Die Liste der Biografien führt alle Personen auf, die in der deutschsprachigen Wikipedia einen Artikel haben. Dieses ist eine Teilliste mit 392 Einträgen von Personen, deren Namen mit den Buchstaben „Art“ beginnt.

## Art
- ART (* 1996), deutscher RapperART (* 1996)

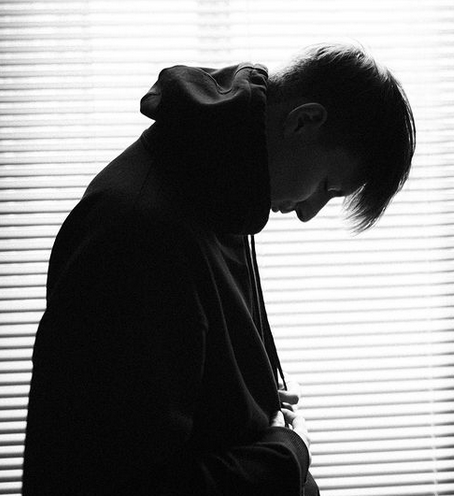
ART (* 1996)

- Art of Trance, britischer Trance-Künstler
- Art, Arnaud (* 1993), belgischer Stabhochspringer
- Art, Berthe (1857–1934), belgische Pastell- und Stilllebenmalerin
- Art, Charly (* 2003), deutscher Autor
- Art, Josef (* 1942), deutscher Ju-Jutsuka, Sachbuchautor und Sportfunktionär
- Art, Monja (* 1984), österreichische Filmregisseurin und Drehbuchautorin
- Art, Nicholas (* 1999), US-amerikanischer Schauspieler und Kinderdarsteller

### Arta
- Artabanes, oströmischer General armenischer Herkunft
- Artabannes († 370), armenischer Feldherr und Politiker
- Artabanos, Bruder von Dareios I., Regent des Achämenidenreichs
- Artabanos († 464 v. Chr.), persischer Königsmörder
- Artabanos I., parthischer König
- Artabanos II. († 38), parthischer König
- Artabanos III., Partherherrscher
- Artabanos IV. († 224), parthischer König
- Artabasdos († 743), byzantinischer Gegenkaiser
- Artabazos, Herrscher der Charakene
- Artabazos I., persischer Heerführer
- Artabazos II., Satrap von Daskyleion und Baktria
- Artabe, Alfonso (* 1988), spanischer Fußballspieler
- Artachaies († 480 v. Chr.), persischer Adliger und Ingenieur
- Artachis, Enkel des thüringischen Königs Herminafried
- Artacho del Solar, Mariafe (* 1993), australische Beachvolleyballspielerin
- Artacho, Gustavo (* 1967), argentinischer Radrennfahrer
- Artadi i Vila, Elsa (* 1976), spanische Ökonomin und Politikerin
- Artadi, Genevieve (* 1982), US-amerikanische Singer-Songwriterin und Keyboarderin
- Artag, Tömöriin (1943–1993), mongolischer Ringer
- Artagiin, Narmandach (* 1997), mongolischer Fußballspieler
- Artagnan de Batz-Castelmore, Charles d’ († 1673), Kapitän der MusketiereCharles de Batz-Castelmore d’Artagnan († 1673)

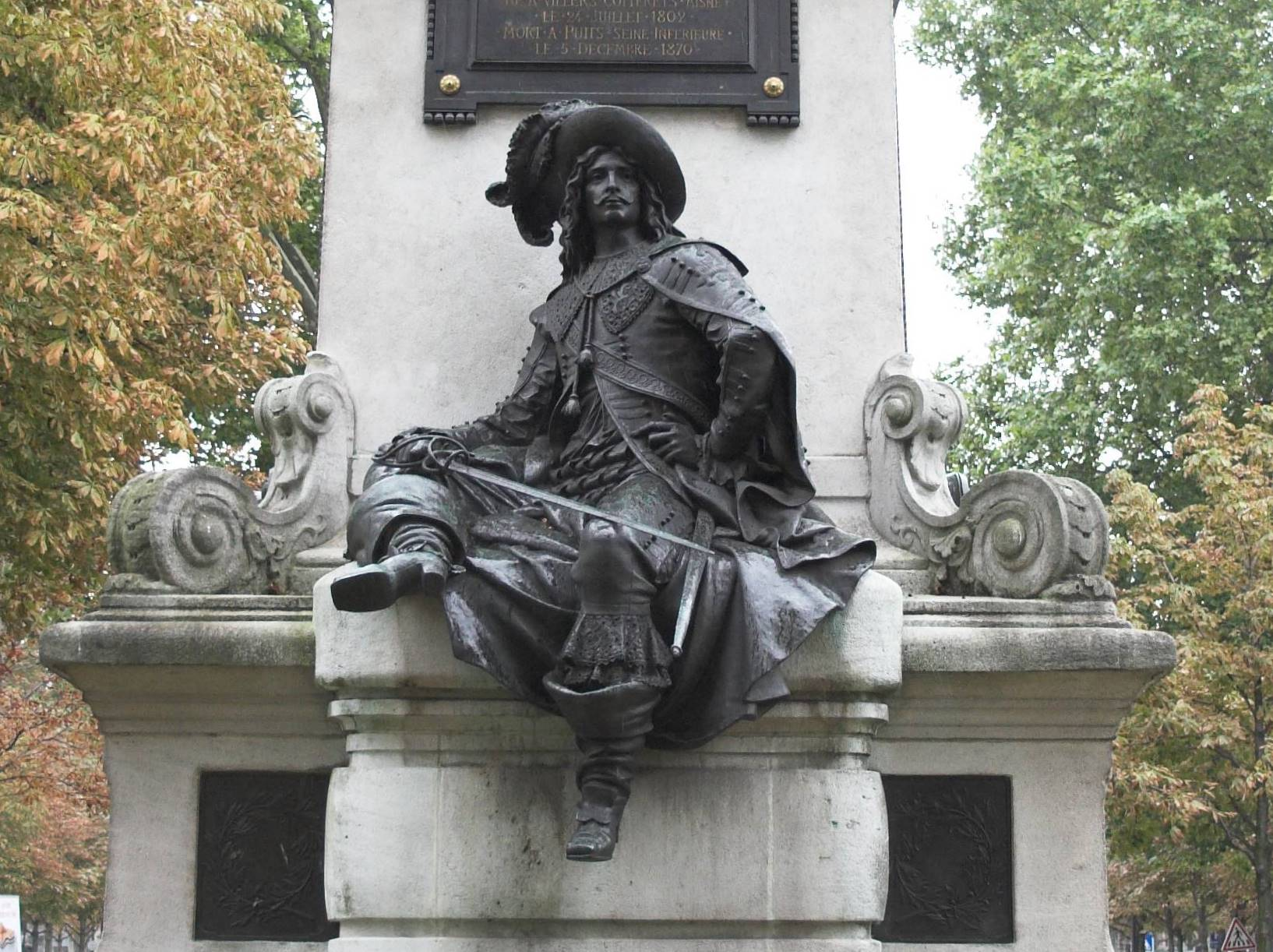
Charles de Batz-Castelmore d’Artagnan († 1673)

- Artajew, Baqtijar (* 1983), kasachischer Boxer
- Artajo, Iris (* 1962), deutsche Synchronsprecherin und Theaterregisseurin
- Artajo, Maximilian (* 1993), deutscher Synchronsprecher und Schauspieler
- Artajo, Nicolás (* 1985), deutscher Schauspieler, Moderator, Synchronsprecher und Regisseur
- Artak, Güney (* 1988), deutscher Schwergewichts-Weltmeister im Kickboxen
- Artakama, Gattin des Ptolemaios I.
- Artale, Giuseppe (1628–1679), italienischer Schriftsteller, Dichter und Soldat
- Artale, Lorenzo (1931–2002), italienischer Drehbuchautor, Filmregisseur und Schauspieler
- Artam, Can (* 1981), türkischer Rennfahrer
- Artamonow, Leonid Konstantinowitsch (1859–1932), russischer Ingenieur, Sprachforscher und Offizier
- Artamonow, Michail Illarionowitsch (1898–1972), russischer Prähistoriker und Museumsleiter
- Artamonow, Michail Wladimirowitsch (* 1997), russischer Taekwondoin
- Artamonow, Nikolai Nikolajewitsch (1906–1965), sowjetischer Raketeningenieur
- Artamonowa, Alexandra Igorewna (* 1992), russische Tennisspielerin
- Artamonowa-Estes, Jewgenija Wiktorowna (* 1975), russische Volleyballspielerin
- Artan, Louis (1837–1890), belgisch-niederländischer Maler
- Artan, Omar (* 1992), somalischer Fußballschiedsrichter
- Artanes, Achämenide, Bruder des Großkönigs Dareios I.
- Artani, Annette (* 1976), US-amerikanisch-griechische Sängerin
- Artapanos, jüdischer Historiker
- Artapanos, Satrap von Baktrien
- Artaphernes, Achämenide, Neffe des Großkönigs Dareios I.
- Artaphernes, persischer Gesandter
- Artaphernes, Satrap von ganz Ionien
- Artaria, August (1807–1893), Sammler, Musik- und Kunstverleger in Wien
- Artaria, Carlo (1747–1808), Kunsthändler und Musikverleger in Wien
- Artaria, Domenico (1765–1823), Kunsthändler und -verleger in Mannheim
- Artaria, Domenico (1775–1842), Musikverleger in Wien
- Artaria, Mathias (1814–1885), deutscher Historien- und Genremaler
- Artaria, Matthias (1793–1835), Kunsthändler und Musikverleger in Wien
- Artaria, Paul (1892–1959), Schweizer Architekt
- Artarios, persischer Satrap
- Artarslan, Batuhan (* 1994), türkischer Fußballspieler
- Artas, antiker Glashersteller
- Artas, Fürst der Messapier
- Artaššumara († 1370 v. Chr.), mitannischer König
- Artasyras, Feldherr und Beamter im persischen Großreich der Achämeniden
- Artatama II., König von Mittani
- Artaud IV., Graf von Lyon und Forez
- Artaud, Antonin (1896–1948), französischer Schauspieler, Dramatiker, Regisseur, Dichter und Theater-TheoretikerAntonin Artaud (1896–1948)

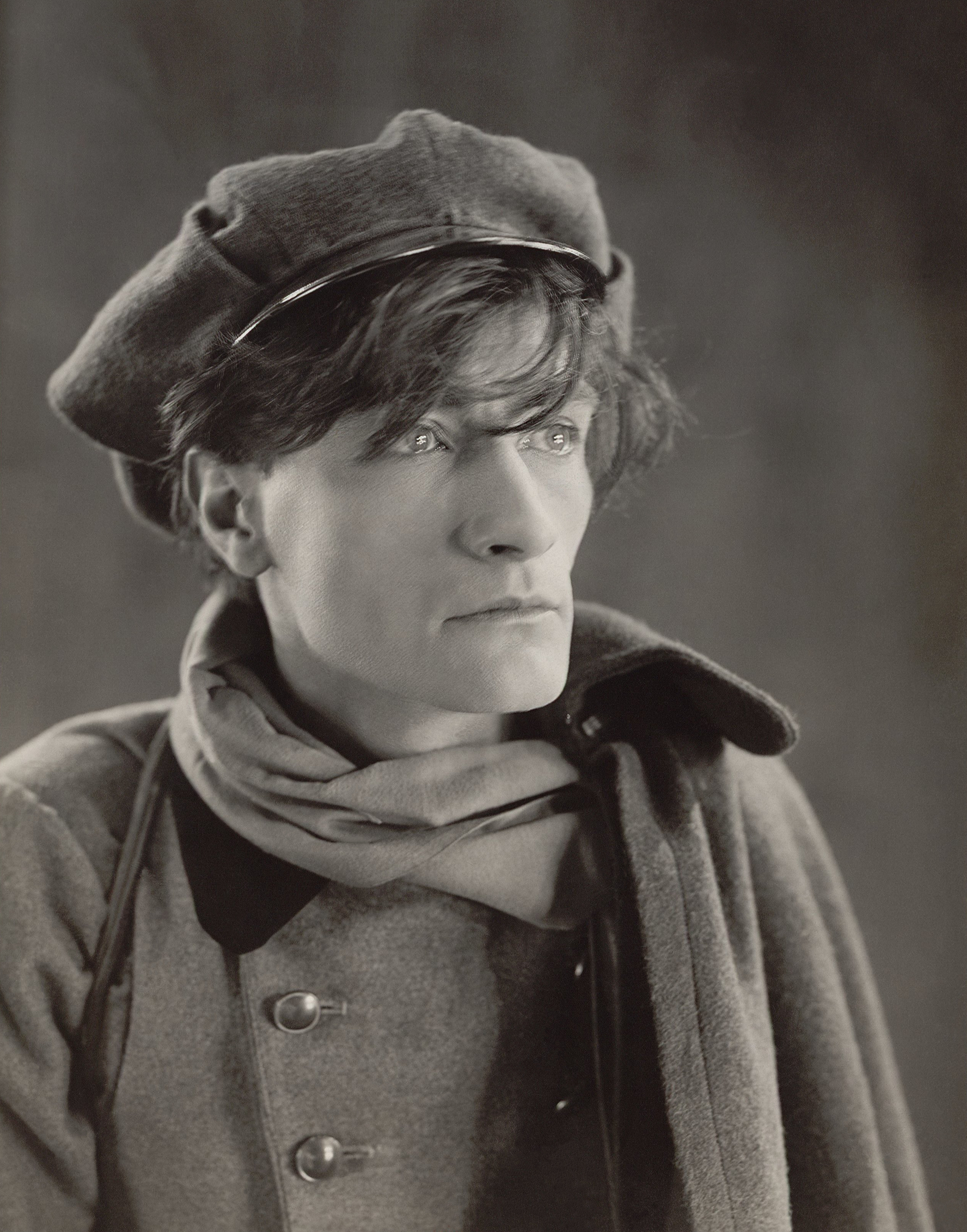
Antonin Artaud (1896–1948)

- Artaud, Louis (1852–1937), französischer Politiker
- Artaud, Pierre-Yves (* 1946), französischer Flötist und Komponist
- Artavanis-Tsakonas, Spyros (* 1946), griechisch-amerikanischer Zell- und Molekularbiologe
- Artavasdes (II.) († 95 v. Chr.), König von Armenien
- Artavasdes I. († 115 v. Chr.), König von Armenien
- Artavasdes II. († 30 v. Chr.), König von Armenien (55–34 v. Chr.)
- Artavasdes II., König von Media Atropatene
- Artaxerxes I. († 424 v. Chr.), persischer GroßkönigArtaxerxes I. († 424 v. Chr.)

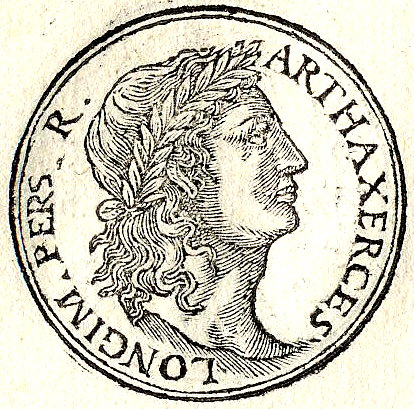
Artaxerxes I. († 424 v. Chr.)

- Artaxerxes II., altpersischer König
- Artaxerxes III. († 338 v. Chr.), persischer König, der zehnte König aus der altpersischen Dynastie der Achämeniden
- Artaxias I., König von Armenien
- Artaxias II. († 20 v. Chr.), König von Armenien
- Artazostre, Tochter des Dareios I.

### Artb
- Artbauer, Otto Cesar (* 1878), österreichischer Forschungsreisender und Schriftsteller

### Arte
- Arté, Antonia Magdalena (1914–2000), dominikanische Musikerin und Musikpädagogin
- Arté, Rafael Emilio (1873–1970), dominikanischer Musiker und Musikpädagoge
- Arté, Rafael Ildefonso (1843–1877), spanischer Musikpädagoge
- Arteaga Manieu, Andrés (* 1959), chilenischer Geistlicher, Weihbischof in Santiago de Chile
- Arteaga y Bazán, Ignacio de (1731–1783), spanischer Marineoffizier und Entdecker
- Arteaga y Pereira, Fernando de (1851–1934), spanischer Dichter, Romanist und Hispanist
- Arteaga Yepes, Alonso (1925–1989), kolumbianischer römisch-katholischer Geistlicher, Bischof von Espinal
- Arteaga, Carlos (* 1997), nicaraguanischer Hammerwerfer
- Arteaga, Eladio Acosta (1916–2012), kolumbianischer Ordensgeistlicher und Erzbischof von Santa Fe de Antioquía
- Arteaga, Gerardo (* 1998), mexikanischer Fußballspieler
- Arteaga, Honorio, mexikanischer Fußballspieler
- Arteaga, Manuel (1879–1963), kubanischer Geistlicher, Erzbischof von Havanna und Kardinal
- Arteaga, Mario (* 1970), mexikanischer Fußballspieler
- Arteaga, Nataly (* 1987), kolumbianische Fußballschiedsrichterin
- Arteaga, Rosalía (* 1956), ecuadorianische Anwältin, Schriftstellerin und Politikerin
- Arteaga-Silva, Jerónimo (* 1972), deutsch-mexikanischer Fotokünstler, Fotograf und Fotojournalist
- Arteche, Juan Carlos (1957–2010), spanischer Fußballspieler
- Arteche, Miguel (1926–2012), chilenischer Schriftsteller und Dichter
- Artedi, Peter (1705–1735), schwedischer Naturforscher
- Artejew, Iwan Nikolajewitsch (* 1977), russischer Skilangläufer
- Artel, Jorge (1909–1994), kolumbianischer Lyriker, Schriftsteller, Journalist und Bibliothekar
- Artel, Karl-Maria (1898–1969), deutscher Bühnen- und Filmschauspieler
- Arteldt, August (1870–1948), deutscher Politiker (DHP), MdR
- Artelesa, Marcel (1938–2016), französischer Fußballspieler
- Artell, David (* 1980), englisch-gibraltarischer Fußballspieler und -trainer
- Artelt, Cordula, deutsche Bildungsforscherin
- Artelt, Karl (1890–1981), deutscher Revolutionär und Politiker
- Artelt, Walter (1906–1976), deutscher Medizinhistoriker
- Artemas, Jünger Jesu, Vertrauter des Paulus
- Artemas (* 1999), britischer Musikproduzent und Sänger
- Artemel, Derya (* 1980), türkische Schauspielerin
- Artemi, russischer Geistlicher und Reformator
- Artemidor, römischer Maler
- Artemidor von Daldis, griechischer Traumdeuter und Wahrsager
- Artemidor von Ephesos, griechischer Geograph
- Artemidoros, indischer König
- Artemisia I., Herrscherin von HalikarnassosArtemisia I.

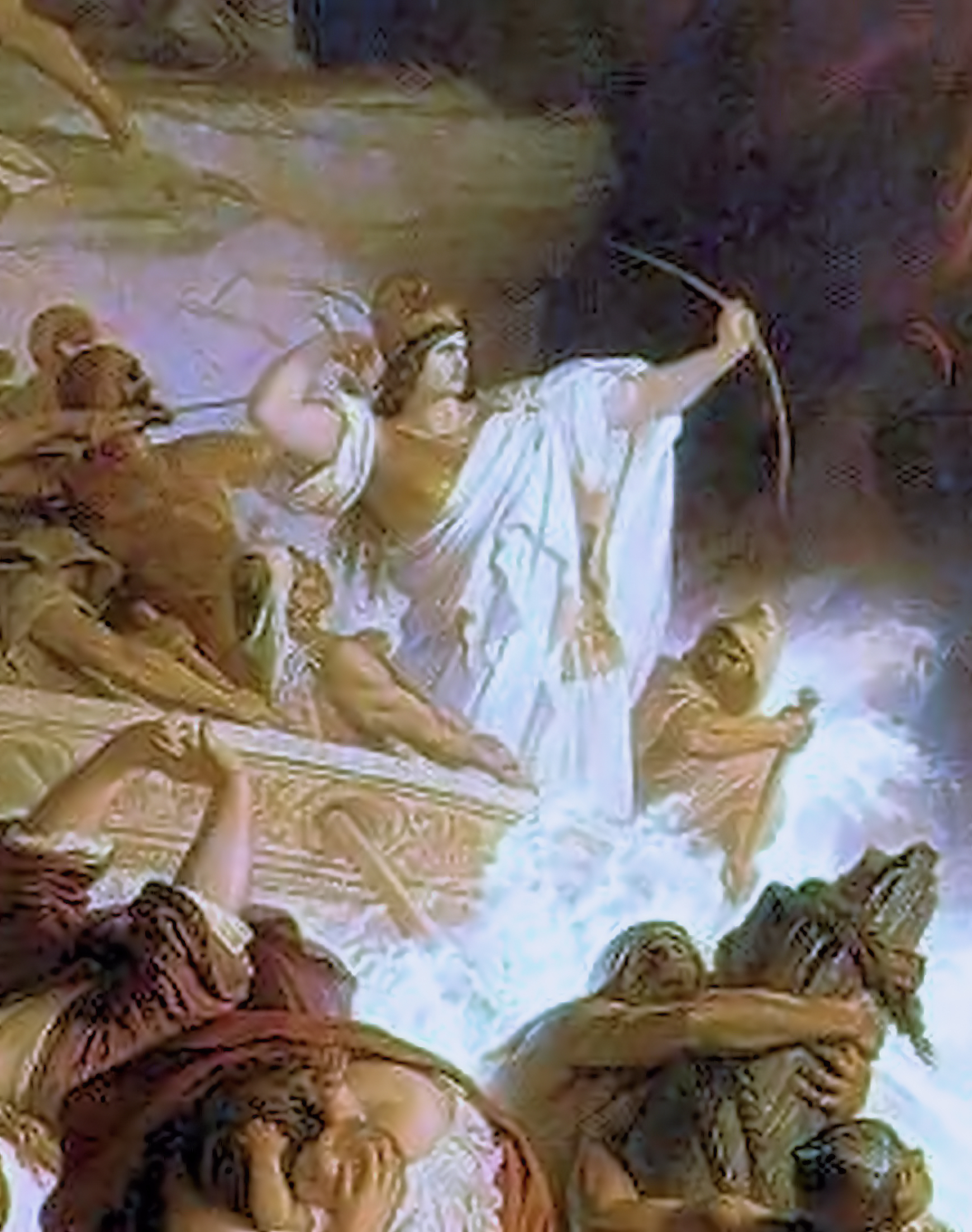
Artemisia I.

- Artemisia II., Herrscherin von Karien und Rhodos
- Artemius von Ararat (* 1774), armenischer Schriftsteller
- Artemius von Clermont, Bischof
- Artemjew, Alexander Rudolfowitsch (1958–2005), russischer Archäologe
- Artemjew, Eduard Nikolajewitsch (1937–2022), sowjetischer bzw. russischer Elektronik-Musiker und Filmkomponist
- Artemjew, Oleg Germanowitsch (* 1970), russischer Kosmonaut
- Artemjew, Wladimir Andrejewitsch (1885–1962), russischer Raketenentwickler
- Artemjew, Wladislaw Michailowitsch (* 1998), russischer Schachgroßmeister
- Artemjewa, Walentina Jewgenjewna (* 1986), russische Schwimmerin
- Artemoff, Nikolai (* 1950), deutscher russisch-orthodoxer Erzpriester
- Artemon, griechischer Ingenieur
- Artemon, griechischer Koroplast
- Artemon von Milet, griechischer Schriftsteller
- Arten, Jur (1906–1981), deutscher Filmschauspieler, Synchronregisseur und Leiter einer Produktionsfirma
- Artene, Mihai (* 1977), rumänischer Fußballschiedsrichterassistent
- Artenfels, Rainer (1939–1991), österreichischer Schauspieler und Theaterregisseur
- Arteni, Florin (* 2001), rumänischer Ruderer
- Artephius, Alchemist
- Arter, David (* 1944), britischer Politikwissenschaftler
- Arter, Harry (* 1989), irischer Fußballspieler
- Arter, Matthias (* 1964), Schweizer Oboist, Komponist, Dozent, Interpretationsforscher
- Arter, Paul Julius (1797–1839), Schweizer Zeichner
- Arter, Robert (* 1929), US-amerikanischer Offizier, Generalleutnant der US-Army
- Artero, Patrick (* 1950), französischer Jazz-Trompeter
- Arterton, Gemma (* 1986), britische Schauspielerin und FilmproduzentinGemma Arterton (* 1986)

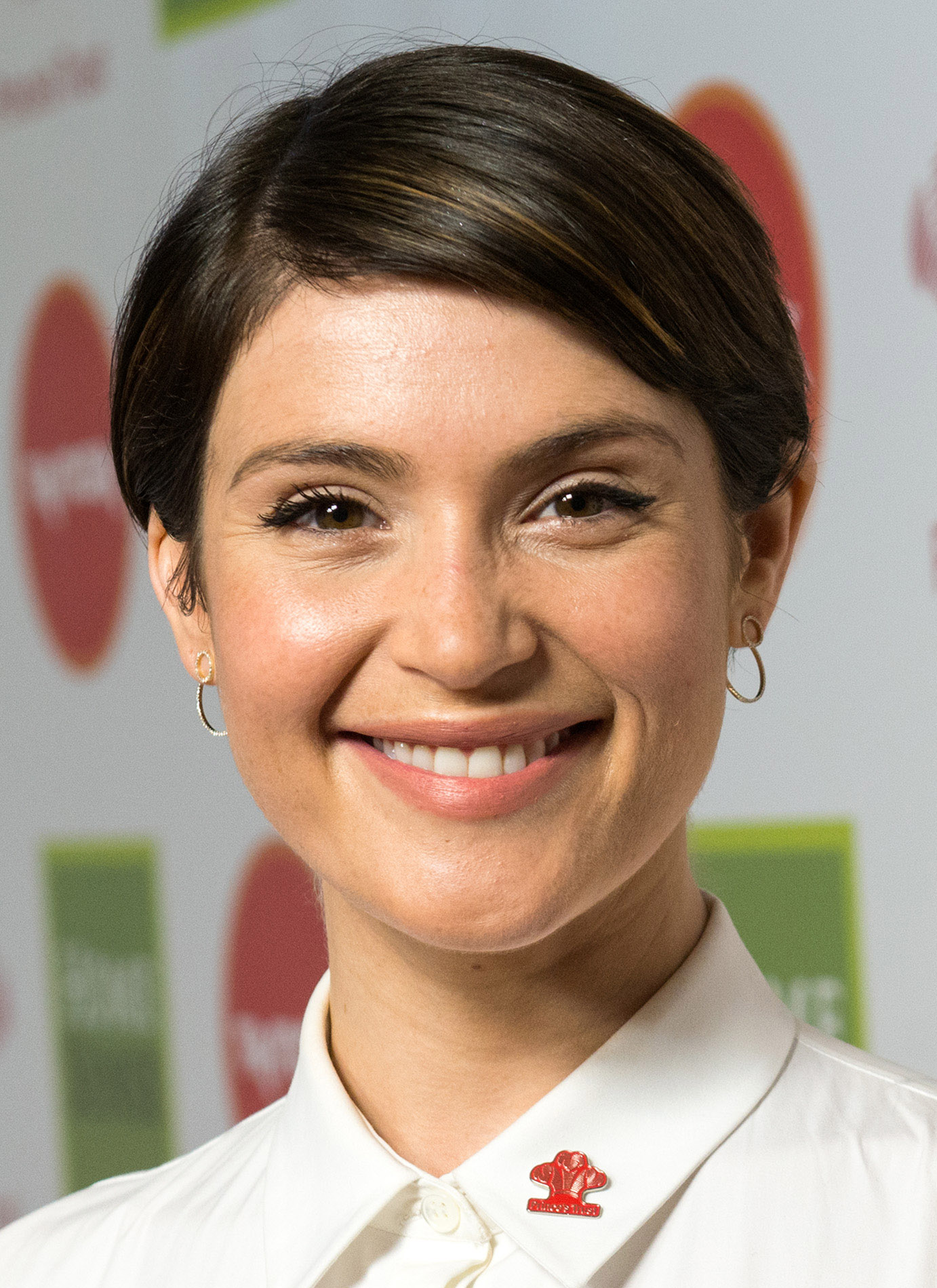
Gemma Arterton (* 1986)

- Arterton, Hannah (* 1989), englische Schauspielerin
- Artes de Arcos, Jóse (1893–1985), spanischer Erfinder und Unternehmer
- Artes, Sigrid (1933–2016), deutsche Grafikerin, Malerin und Restauratorin
- Artesiani, Arciso (1922–2005), italienischer Motorradrennfahrer
- Arteta, Ainhoa (* 1964), spanische Sopranistin
- Arteta, Juanito (1918–2008), venezolanischer Trompeter und Arrangeur
- Arteta, Mikel (* 1982), spanischer Fußballspieler und -trainerMikel Arteta (* 1982)

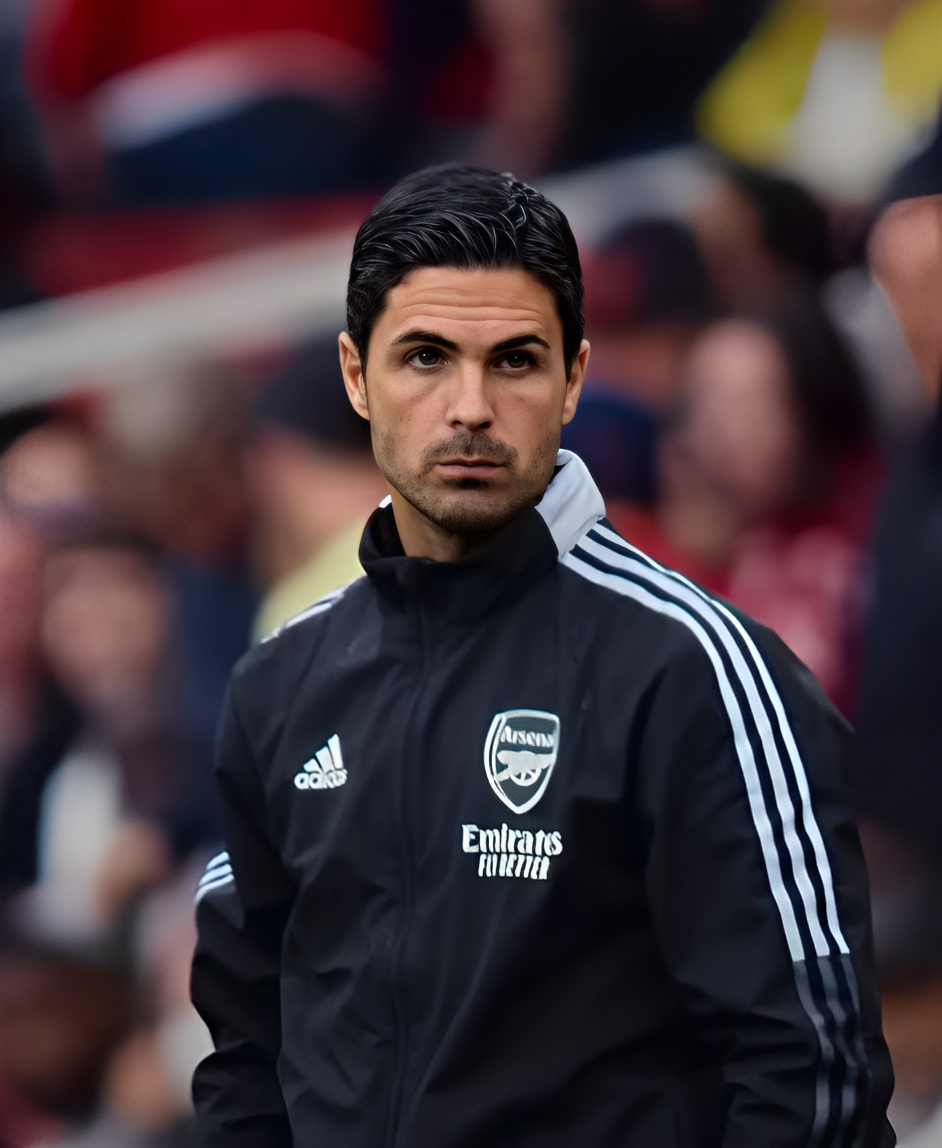
Mikel Arteta (* 1982)

- Artetxe, Mikel (* 1976), spanischer Radrennfahrer
- Artevelde, Jacob van († 1345), flämischer Patriot
- Artevelde, Philipp van (1340–1382), flämischer Offizier

### Arth
- Arth, Jeanne (* 1935), US-amerikanische Tennisspielerin
- Arth, Michael Edward (* 1953), US-amerikanischer Künstler, Haus-, Landschafts- und Städteplaner, Futurist und Autor
- Arthaber, Gustav von (1864–1943), österreichischer Paläontologe
- Arthaber, Rudolf von (1795–1867), österreichischer Textilfabrikant, Kunstsammler und Kunstmäzen
- Arthaud, Florence (1957–2015), französische Seglerin und Skipperin
- Arthaud, Nathalie (* 1970), französische Politikerin
- Arthit Aueafuea (* 1997), thailändischer Fußballspieler
- Arthit Boodjinda (* 1994), thailändischer Fußballspieler
- Arthit Boonpa (* 1987), thailändischer Fußballspieler
- Arthit Kamlang-ek (1925–2015), thailändischer Militär und Politiker
- Arthit Kansangwet (* 1998), thailändischer Fußballspieler
- Arthit Muenrea (* 2002), thailändischer Fußballspieler
- Arthit Sunthornpit (* 1986), thailändischer Fußballspieler
- Arthois, Jacques d’ (1613–1686), flämischer Landschaftsmaler
- Arthold von Belley (1101–1206), Bischof von Belley und Kartäuser
- Arthold, Josef (1934–2002), österreichischer Politiker (ÖVP), Landtagsabgeordneter, Abgeordneter zum Nationalrat
- Arthu, Georg (* 1889), deutscher Schriftsteller und Buchhändler
- Arthuis, Jean (* 1944), französischer Politiker (UDF), Verteidigungsminister, MdEP
- Arthur (* 1996), brasilianischer FußballspielerArthur (* 1996)

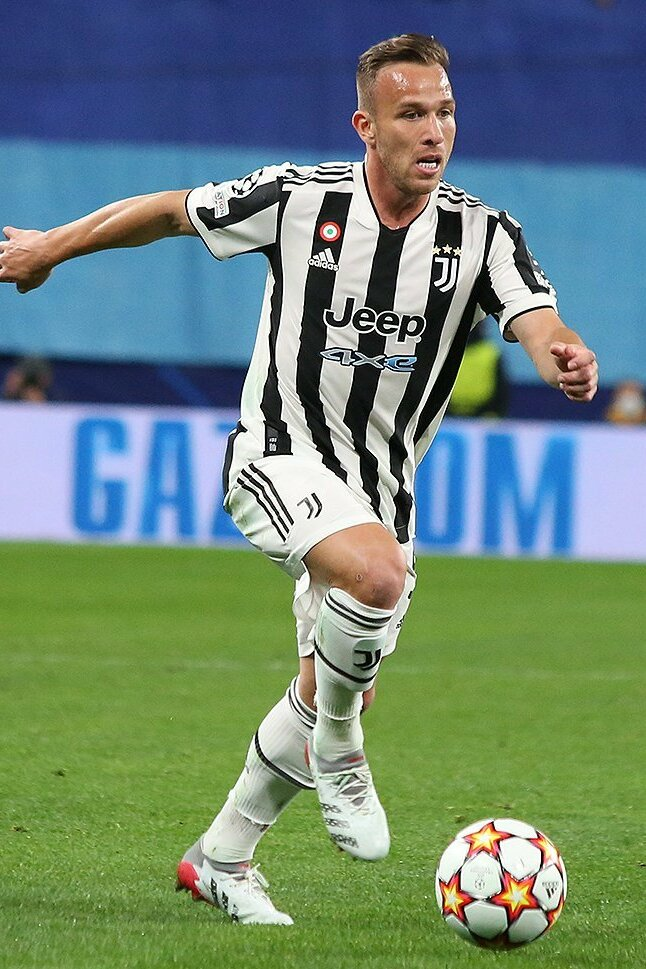
Arthur (* 1996)

- Arthur (* 2003), brasilianischer Fußballspieler
- Arthúr Bollason (* 1950), isländischer Journalist, Schriftsteller und Übersetzer
- Arthur I. (1187–1203), Herzog von Bretagne
- Arthur II. (1262–1312), Herzog der Bretagne
- Arthur III. (1393–1458), Herzog der Bretagne
- Arthur, Alex (* 1978), britischer Boxer und Normalausleger
- Arthur, Alfred (* 1986), ghanaischer Fußballspieler
- Arthur, Beatrice (1922–2009), US-amerikanische SchauspielerinBeatrice Arthur (1922–2009)

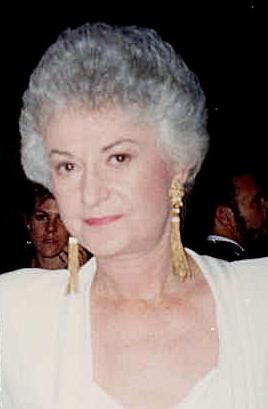
Beatrice Arthur (1922–2009)

- Arthur, Brian (* 1945), britischer Spieltheoretiker
- Arthur, Carol (1935–2020), US-amerikanische Schauspielerin
- Arthur, Charline (1929–1987), US-amerikanische Rockabilly-Musikerin
- Arthur, Chester A. (1829–1886), US-amerikanischer Politiker, 21. Präsident der USA
- Arthur, Chloe (* 1995), schottische Fußballspielerin
- Arthur, Christopher J. (* 1940), britischer Philosoph und marxistischer Werttheoretiker
- Arthur, Cindy (* 1977), kanadische Badmintonspielerin
- Arthur, Darrell (* 1988), US-amerikanischer Basketballspieler
- Arthur, Davey (* 1954), irischer Sänger, Irish-Folk-Musiker
- Arthur, Donald (1937–2016), US-amerikanischer deutschsprachiger Schauspieler, Opernsänger und Synchronsprecher
- Arthur, Donald C., US-amerikanischer Militär, Vizeadmiral der United States Navy
- Arthur, Duke of Connaught and Strathearn (1850–1942), britischer Feldmarschall, Mitglied der britischen Königsfamilie, Generalgouverneur von Kanada (1911–1916)
- Arthur, Elizabeth (* 1953), US-amerikanische Schriftstellerin
- Arthur, Emry (1902–1967), US-amerikanischer Old-Time-Musiker
- Arthur, Eric (1898–1982), kanadischer Architekt und Autor
- Arthur, Gavin (1901–1972), US-amerikanischer Astrologe und Sexologe
- Arthur, George (1784–1854), britischer Kolonialgouverneur
- Arthur, George (1968–2015), ghanaischer Fußballspieler
- Arthur, George K. (1899–1985), britisch-amerikanischer Schauspieler, Komiker sowie Autor und Filmproduzent
- Arthur, Harold J. (1904–1971), US-amerikanischer Politiker
- Arthur, James (* 1944), kanadischer Mathematiker
- Arthur, James (* 1988), britischer Sänger, Musiker und RapperJames Arthur (* 1988)

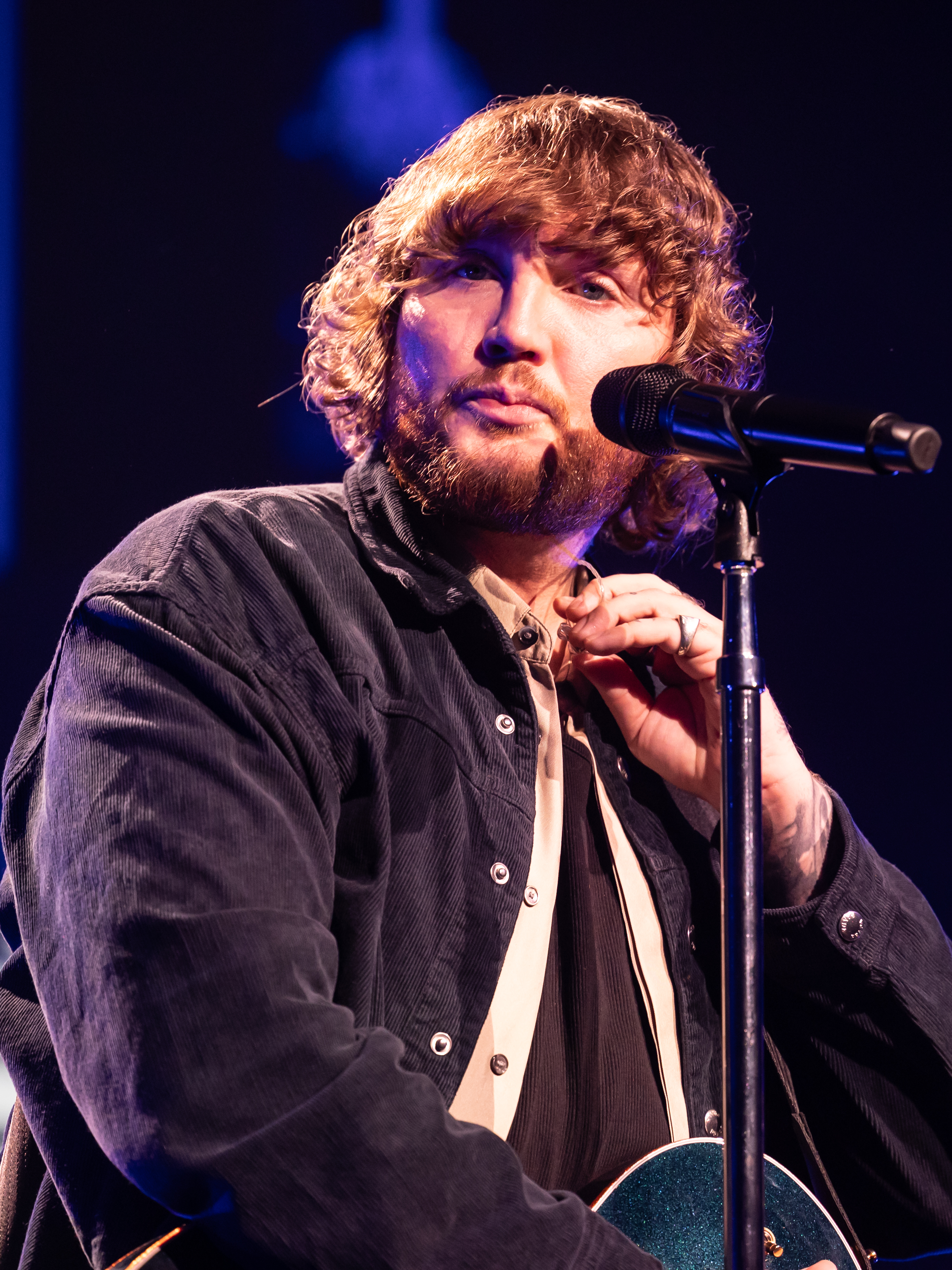
James Arthur (* 1988)

- Arthur, Jane (1827–1907), schottisch-britische Philanthropin, Frauenrechtlerin und Bildungsaktivistin
- Arthur, Jean (1900–1991), US-amerikanische Schauspielerin
- Arthur, John (1875–1914), australischer Politiker und Außenminister
- Arthur, John (1929–2005), südafrikanischer Boxer
- Arthur, John R. (* 1931), US-amerikanischer Chemiker und Materialwissenschaftler
- Arthur, Joseph (* 1971), US-amerikanischer Sänger und Gitarrist
- Arthur, Joseph Charles (1850–1942), US-amerikanischer Botaniker
- Arthur, Karen (* 1941), US-amerikanische Filmregisseurin und Schauspielerin
- Arthur, Madeleine (* 1997), kanadische Schauspielerin
- Arthur, Matthew, 1. Baron Glenarthur (1852–1928), britischer Geschäftsmann und Peer
- Arthur, Michael Anthony (* 1950), britischer Diplomat
- Arthur, Nana Ato, Regionalminister der Central Region in Ghana
- Arthur, Neil (* 1958), britischer Singer-Songwriter
- Arthur, Olivia (* 1980), britische Photojournalistin
- Arthur, Oswald Raynor (1905–1973), britischer Kolonialbeamter, Gouverneur der Bahamas und der Falklandinseln
- Arthur, Owain (* 1983), walisischer Schauspieler
- Arthur, Owen (1949–2020), barbadischer Politiker, Premierminister von Barbados
- Arthur, Rachel (* 1994), US-amerikanisch-deutsche Basketballspielerin
- Arthur, Reuben (* 1996), britischer Sprinter
- Arthur, Robert (1909–1986), US-amerikanischer Filmproduzent
- Arthur, Robert (1909–1969), US-amerikanischer AutorRobert Arthur (1909–1969)

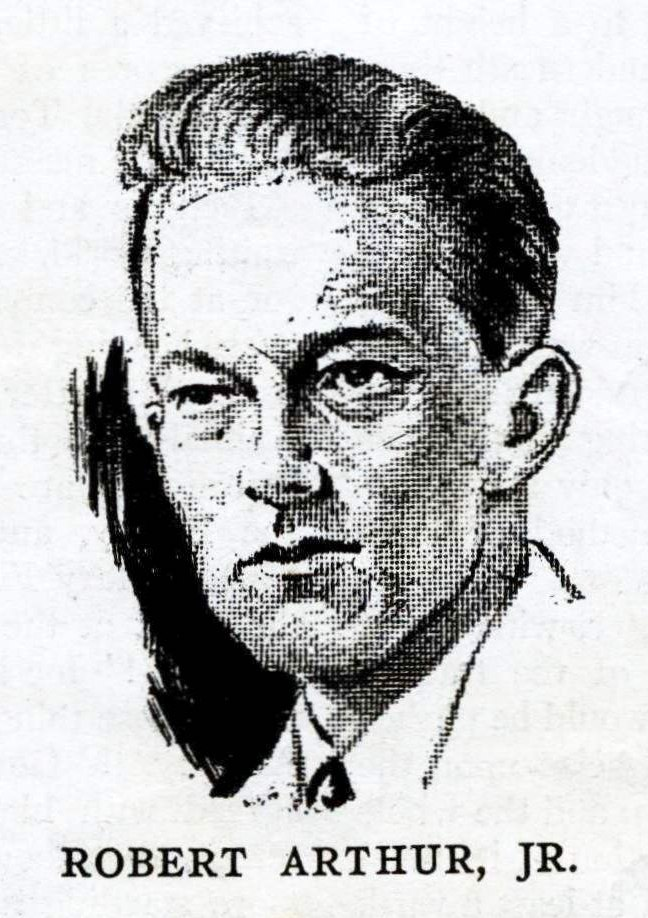
Robert Arthur (1909–1969)

- Arthur, Robert (1925–2008), US-amerikanischer Schauspieler
- Arthur, Rod (* 1956), britischer Schauspieler
- Arthur, Simon, 4. Baron Glenarthur (* 1944), britischer Peer, Pilot und Geschäftsmann
- Arthur, Stanley R. (* 1935), US-amerikanischer Admiral der US Navy
- Arthur, Stuart (* 1978), kanadischer Badmintonspieler
- Arthur, Timothy Shay (1809–1885), US-amerikanischer Schriftsteller
- Arthur, Wallace (* 1952), britischer Zoologe, der auf evolutionäre Entwicklungsbiologie spezialisiert ist
- Arthur, William Evans (1825–1897), US-amerikanischer Politiker
- Arthurs, Eugéne Cornelius (1914–1978), irischer Ordensgeistlicher und römisch-katholischer Bischof von Tanga
- Arthurs, Paul (* 1965), britischer Gitarrist
- Arthurs, Tom (* 1980), britischer Jazzmusiker (Trompete, Flügelhorn, Komposition)
- Arthurs, Wayne (* 1971), australischer Tennisspieler
- Arthus, Henri (1872–1962), französischer Segler
- Arthus, Maurice (1862–1945), französischer Physiologe und der Entdecker des nach ihm benannten Arthus-Phänomens
- Arthus-Bertrand, Yann (* 1946), französischer FotografYann Arthus-Bertrand (* 1946)

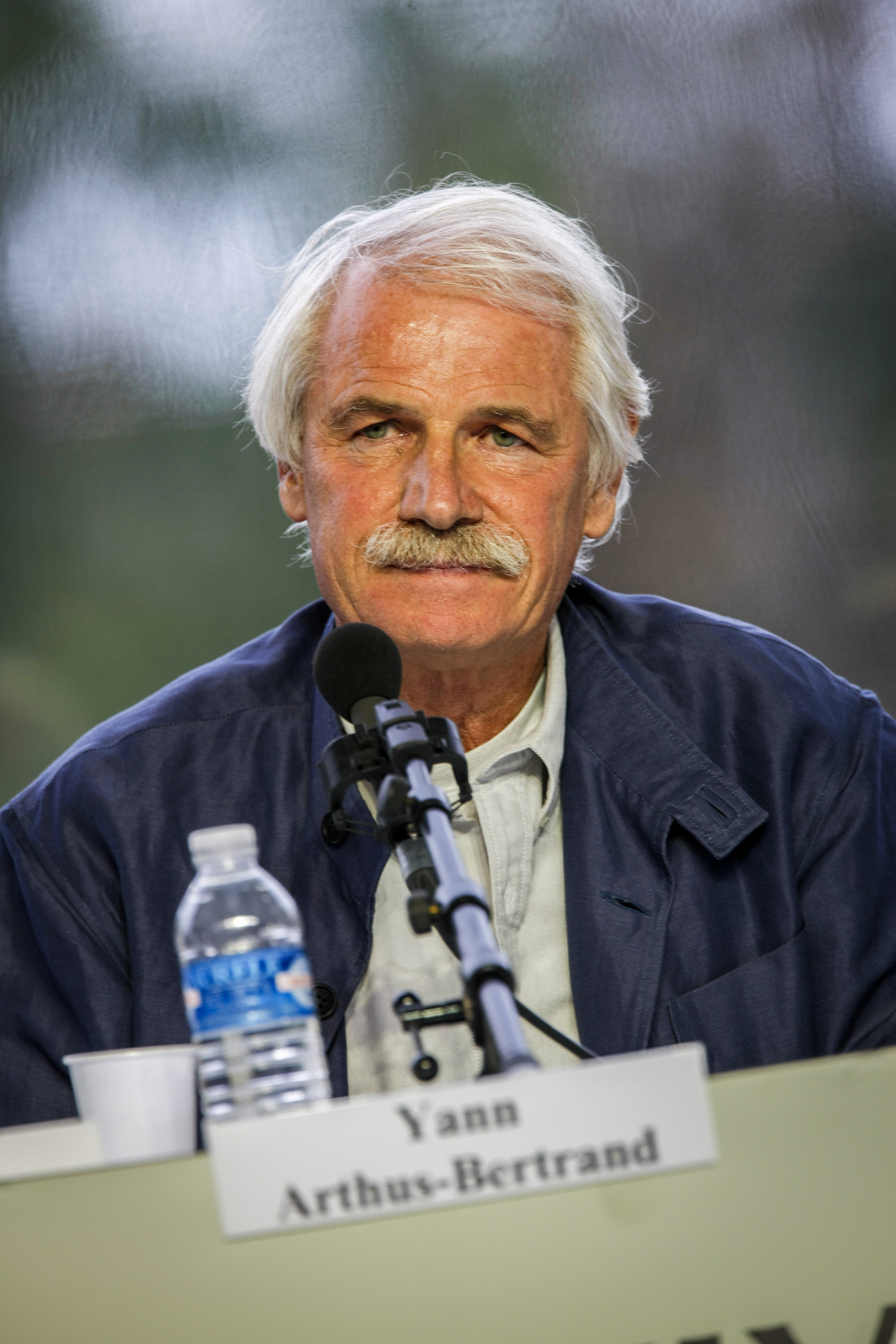
Yann Arthus-Bertrand (* 1946)

- Arthuso, Hugo (* 1987), brasilianischer Badmintonspieler
- Arthy, Natasha (* 1969), dänische Regisseurin

### Arti
- Artibilov, Anton (* 1996), deutschsprachiger Schriftsteller und Rapper
- Articuleius Paetinus, Quintus, römischer Konsul (123)
- Articuleius Paetus, Quintus, römischer Konsul (101)
- Articuleius Paetus, Quintus, Suffektkonsul 78
- Articus, Ernst (1876–1947), deutscher Jurist und Ministerialbeamter
- Articus, Petra (* 1948), deutsche Nonne
- Articus, Stephan (* 1952), deutscher Soziologe
- Artieda, Ramiro (1889–1939), bolivianischer Serienmörder
- Artiga, Franc (* 1976), spanischer Fußballtrainer
- Artigas Mariño, Heroídes (1939–2012), uruguayischer Journalist und Historiker
- Artigas, Armando, uruguayischer Fußballspieler
- Artigas, Édouard (1906–2001), französischer Degenfechter
- Artigas, João Vilanova (1915–1985), brasilianischer Architekt und Universitätsprofessor
- Artigas, Jorge (* 1975), uruguayischer Fußballspieler und -trainer
- Artigas, José Gervasio (1764–1850), uruguayischer Offizier und Freiheitskämpfer
- Artigas, Salvador (1913–1997), spanischer Fußballspieler und -trainer
- Artigeardit (* 1996), dänischer Rapper
- Artigue, Albert-Émile (1850–1927), argentinisch-französischer Maler, Lithograf, Plakatkünstler und Kunstpädagoge
- Artigue, Michèle (* 1946), französische Mathematikerdidaktikerin und Mathematikerin
- Artime, Luis (* 1938), argentinischer Fußballspieler
- Artimon, Alin (* 1971), rumänischer Fußballspieler und -trainer
- Artin, Emil (1898–1962), österreichischer MathematikerEmil Artin (1898–1962)

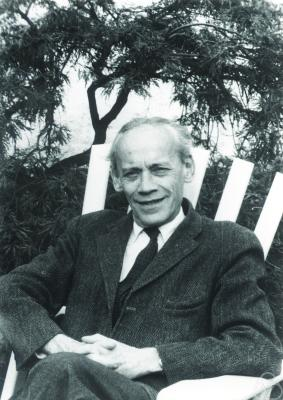
Emil Artin (1898–1962)

- Artin, George (* 1941), irakischer Radrennfahrer
- Artin, Michael (* 1934), US-amerikanischer Mathematiker
- Artin, Tom (* 1938), US-amerikanischer Jazzmusiker (Posaune) und Fotograf
- Artiñano, Javier (1942–2013), spanischer Kostümbildner und Bühnenbildner
- Artinger, Frank (* 1967), deutscher Ingenieur und Hochschullehrer
- Artinger, Heribert (* 1939), österreichischer Politiker
- Artingstall, Karriss (* 1994), britische Boxerin
- Artini, Maria (1894–1951), italienische Ingenieurin
- Artinian, Artine (1907–2005), US-amerikanischer Romanist und Philanthrop
- Artioli, Elena (* 1970), italienische Politikerin
- Artioli, Giancarlo (1928–1987), italienischer Unternehmer
- Artioli, Romano (* 1932), italienischer Unternehmer und ehemaliger Besitzer der Automobilhersteller Bugatti und Lotus
- Artis, Edmund Tyrell (1789–1847), britischer Paläobotaniker und Archäologe
- Artist, Jacob (* 1992), US-amerikanischer SchauspielerJacob Artist (* 1992)

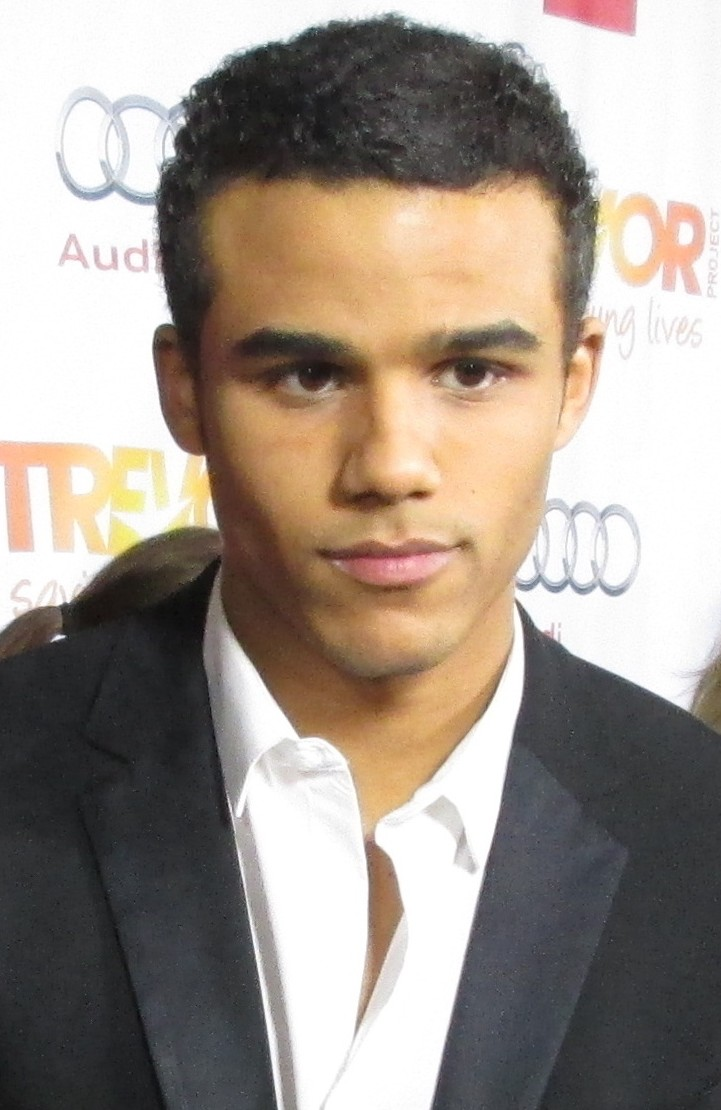
Jacob Artist (* 1992)

- Artit Phiraban (* 1992), thailändischer Fußballspieler
- Artit Promkun (* 1995), thailändischer Fußballspieler
- Artit Tubtimmai (* 1985), thailändischer Fußballspieler

### Artj
- Artjomow, Wjatscheslaw Petrowitsch (* 1940), russischer Komponist
- Artjomow, Wladimir Nikolajewitsch (* 1964), sowjetischer Kunstturner
- Artjuchin, Jewgeni Jewgenjewitsch (* 1983), russischer Eishockeyspieler
- Artjuchin, Juri Petrowitsch (1930–1998), sowjetischer Kosmonaut
- Artjuchina, Alexandra Wassiljewna (1889–1969), sowjetische Partei- und Staatsfunktionärin
- Artjuchow, Mychajlo (* 1971), ukrainischer Skilangläufer
- Artjuchow, Waleri (* 1971), kasachischer Eiskunstläufer
- Artjuhina, Laryssa (* 1971), ukrainische Dokumentarfilmerin
- Artjunin, Artjom (* 1990), estnischer Fußballspieler
- Artjuschenko, Oleksandra (1911–1990), sowjetische Botanikerin und Paläobotanikerin
- Artjuschenko, Sinaida Trofimowna (1916–2003), sowjetische und russische Botanikerin

### Artl
- Artl, Fritz (1902–1989), deutscher Jurist
- Art’l, Heinrich Stanislaus (1853–1924), deutscher Politiker, MdL

### Artm
- Artman, Fatih (* 1988), türkischer Schauspieler
- Artman, Wayne (1936–2006), US-amerikanischer Tonmeister
- Artmane, Vija (1929–2008), lettische Schauspielerin
- Artmann, Adolf (* 1833), deutscher Industrieller
- Artmann, Ben (* 1982), deutscher Theater- und Filmschauspieler
- Artmann, Benno (1933–2010), deutscher Mathematiker
- Artmann, Daniel (* 1988), deutscher Politiker (CSU), MdL
- Artmann, Emil (1871–1939), österreichischer Bauingenieur, Architekt und Hochschullehrer
- Artmann, Eveline (* 1968), österreichische Juristin
- Artmann, Ferdinand (1830–1883), tschechischer Major, Militärarchitekt und Lebensmittelchemiker
- Artmann, Gerhard (* 1951), deutscher Physiker, Professor für medizinische Physik und angewandte Biophysik sowie Autor
- Artmann, H. C. (1921–2000), österreichischer Lyriker, Schriftsteller und ÜbersetzerH. C. Artmann (1921–2000)

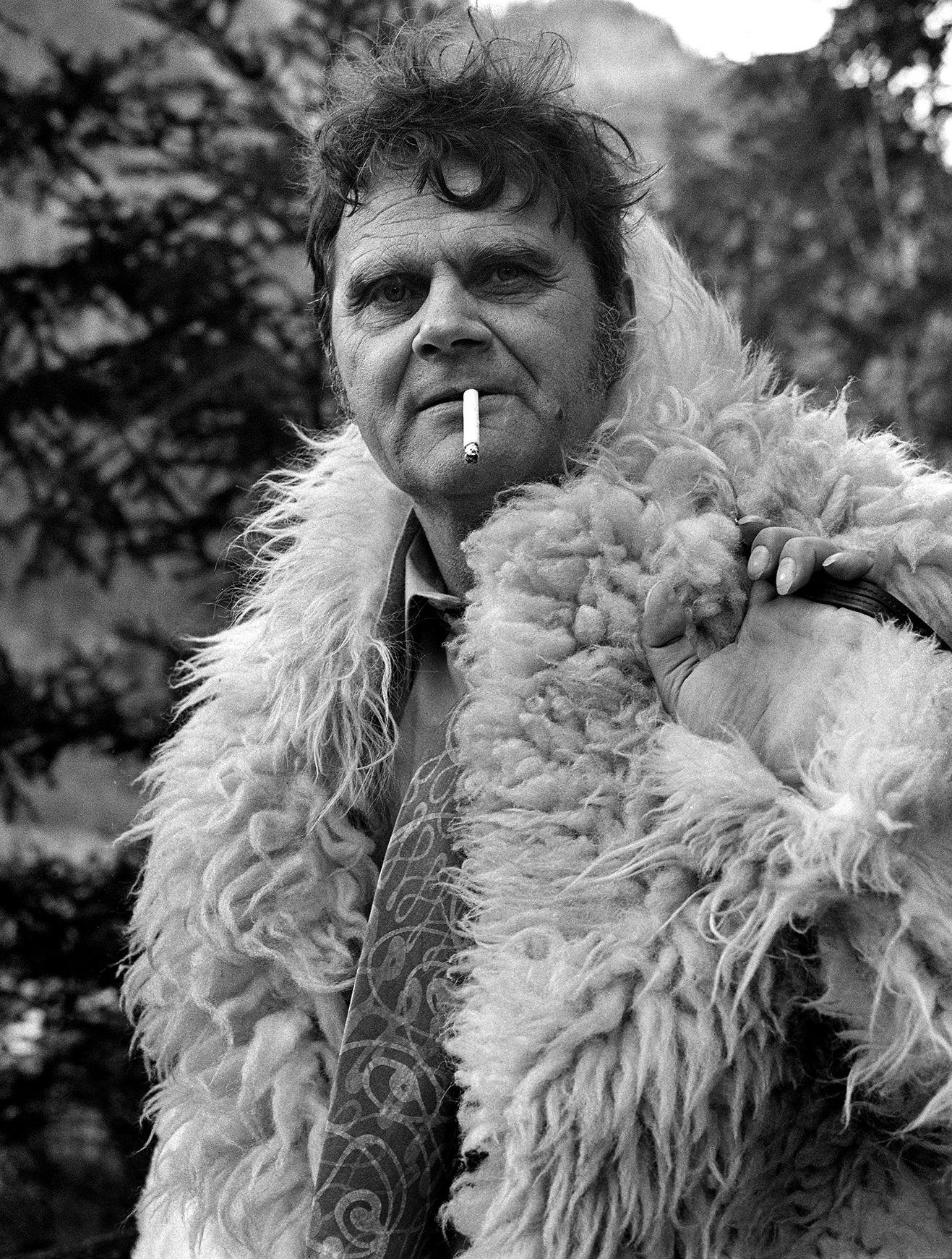
H. C. Artmann (1921–2000)

- Artmann, Hans (1868–1902), österreichischer Landschafts- und Genremaler
- Artmann, Jan (* 1991), deutscher Handballspieler
- Artmann, Johann, österreichischer Fußballspieler
- Artmann, Karl-Heinz (1945–2022), deutscher Fußballspieler
- Artmann, Kevin (* 1986), deutscher Fußballspieler
- Artmann, Nils (* 1991), deutscher Handballspieler
- Artmann, Paul (1909–2006), österreichischer Architekt und Radiästhet
- Artmann, Reinhold (1870–1960), deutscher Politiker
- Artmann, Sigrid (* 1966), deutsche Künstlerin, Kalligrafin, Autorin und Dozentin
- Artmann, Theodor (1882–1954), deutscher Kaufmann und erster Nachkriegs-Bürgermeister von Dorsten
- Artmeier, Hildegunde (* 1964), deutsche Krimi- und Thrillerautorin
- Artmeier, Tobias (* 1984), deutscher Eishockeyspieler
- Artmüller, Conrad (* 1944), österreichischer Dirigent

### Artn
- Artner, Andreas (* 1894), österreichischer Politiker (NSDAP), Landtagsabgeordneter
- Artner, Anton (1920–1995), kroatischer Trappist
- Artner, Esther (* 1985), österreichische Schauspielerin, Yoga-Instruktorin und Produzentin
- Artner, Hannes (* 1984), österreichischer Basketballspieler
- Artner, Josefine von (1869–1932), österreichisch-deutsche Opernsängerin (Sopran) und Gesangspädagogin
- Artner, Kurt (1961–2005), österreichischer Sportschütze
- Artner, Norbert (1922–1971), österreichischer Komponist und Musikpädagoge
- Artner, Norbert (* 1963), österreichischer Fotograf
- Artner, Peter (* 1966), österreichischer Fußballspieler
- Artner, Therese von (1772–1829), ungarndeutsche Schriftstellerin

### Arto
- Arto Sebastian (* 1983), deutscher Filmemacher
- Artobazanes, Achämenide, ältester Sohn des Großkönigs Dareios I.
- Artobolewskaja, Anna Danilowna (1905–1988), russische Pianistin und Hochschullehrerin
- Artobolewski, Iwan Iwanowitsch (1905–1977), russischer Ingenieur
- Artois, Armand d’ (1845–1912), französischer Schriftsteller
- Artois, Charles Ferdinand d’ (1778–1820), Sohn des späteren französischen Königs Karl X.
- Artois, Henri d’ (1820–1883), französischer ThronanwärterHenri d’Artois (1820–1883)

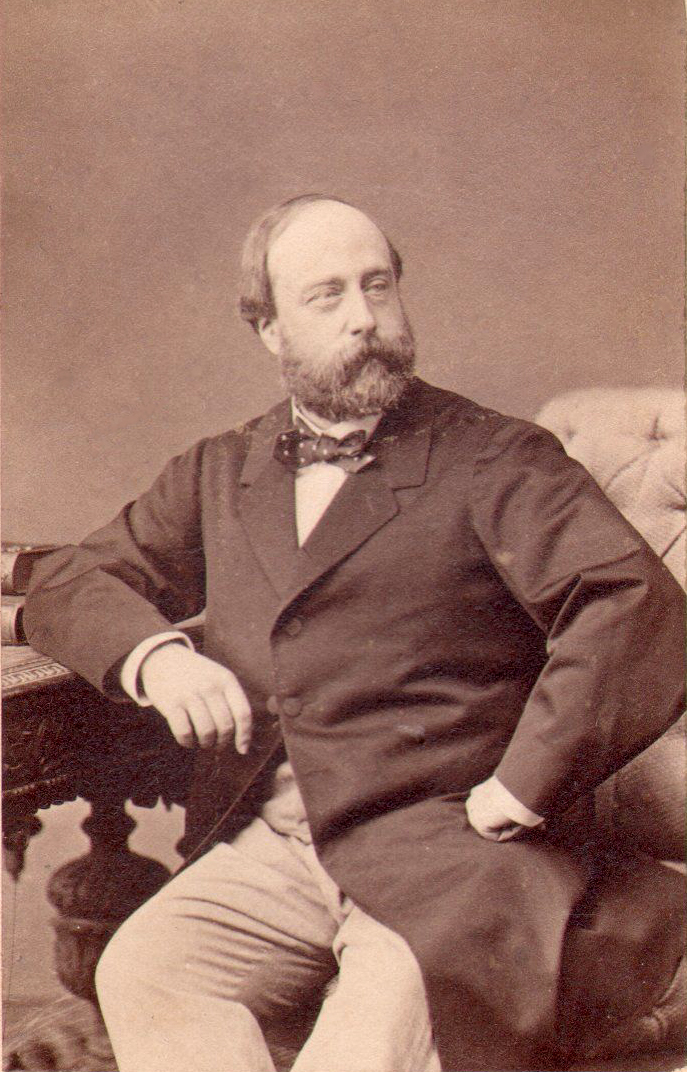
Henri d’Artois (1820–1883)

- Artois, Johann Baptist (1776–1833), Landgerichtspräsident und stellvertretendes Mitglied im Landtag der Rheinprovinz
- Artois, Louise Marie Thérèse d’ (1819–1864), Prinzessin von Frankreich und Regentin des Herzogtums Parma, Piacenza und Guastalla
- Artola, Héctor (1903–1982), uruguayischer Tangokomponist und Arrangeur, Pianist, Bandoneonist und Bandleader
- Artola, Pedro María (* 1948), spanischer Fußballtorhüter
- Artola, Silvia (* 1985), nicaraguanische Gewichtheberin
- Artold von Reims († 962), Erzbischof von Reims als Nachfolger des Karolingers Hugo von Vermandois
- Artom, Isacco (1829–1900), italienischer Politiker und Diplomat
- Artomedes, Sebastian (1544–1602), evangelischer Theologe und Kirchenliederdichter
- Artomius, Petrus (1552–1609), polnischer Prediger und Übersetzer
- Artonis, Gattin des Eumenes von Kardia
- Artophaeus, Bernard (1651–1721), böhmischer Komponist, Musikpädagoge und ein Priester der Minoriten
- Artorius Castus, Lucius, römischer Offizier
- Artorius Fructus, Decimus, antiker römischer Goldschmied
- Artorius Priscillus Vicasius Sabidianus, Marcus, römischer Offizier (Kaiserzeit)
- Artot de Padilla, Lola (1876–1933), französische Sopranistin
- Artôt, Désirée (1835–1907), belgische Opernsängerin in der Stimmlage Mezzosopran
- Artôt, Jean Désiré (1803–1887), belgischer Hornist

### Arts
- Arts, Suze (1916–1991), niederländische Aufseherin im KZ Herzogenbusch
- Artschlag, Johann Christoph, Bildhauer des böhmischen Spätbarocks
- Artschwager, Richard (1923–2013), US-amerikanischer Künstler
- Artsvik (* 1984), armenische Sängerin

### Artu
- Artuç, Sedat (* 1976), türkischer Gewichtheber
- Artuković, Andrija (1899–1988), kroatischer Ustascha-Funktionär und KriegsverbrecherAndrija Artuković (1899–1988)

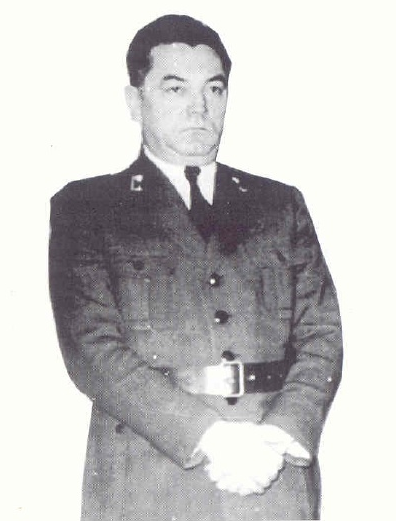
Andrija Artuković (1899–1988)

- Artuñedo Martinavarro, Andrés (* 1993), spanischer Tennisspieler
- Artuner, Ali (1944–2001), türkischer Fußballtorhüter
- Artur Jorge (1946–2024), portugiesischer Fußballspieler und -trainer
- Arturi, Claudio (* 1971), argentinischer Fußballspieler
- Arturo, Aurelio (1906–1974), kolumbianischer Schriftsteller und Lyriker
- Arturo, Lisa, US-amerikanische Schauspielerin
- Artursson, Greger (* 1972), schwedischer Eishockeyspieler
- Artus, Ingrid (* 1967), deutsche Soziologin und Hochschullehrerin
- Artus, Kersten (* 1964), deutsche Politikerin (Die Linke), MdHB
- Artusi, Giovanni Maria († 1613), italienischer Komponist und Musiktheoretiker
- Artusi, Pellegrino (1820–1911), italienischer Literaturkritiker und FeinschmeckerPellegrino Artusi (1820–1911)

Pellegrino Artusi (1820–1911)

- Artut, Jyhan (* 1976), deutscher Dartspieler

### Artv
- Artved, Jacob (* 1998), dänischer Jazzmusiker

### Artw
- Artwińska, Anna (* 1977), polnische Slawistin

### Arty
- Arty (* 1989), russischer Trance-DJ und -Produzent
- Artymata, Eleni (* 1986), zyprische Sprinterin
- Artyschuk, Anna (* 2001), ukrainische Volleyballspielerin
- Artystone, Tochter des Kyros II., Gattin des Dareios I.
- Artysz, Jerzy (1930–2024), polnischer Sänger

### Artz
- Artz von und zu Vasegg, Edmund Maria Josef (1739–1805), römisch-katholischer Weihbischof in der Erzdiözese Wien
- Artz, Adolph (1837–1890), niederländischer Maler
- Artz, Gustav Adolph (1945–2014), deutscher Schauspieler, Synchron- und Hörspielsprecher
- Artz, Huub (* 2002), niederländischer Radrennfahrer
- Artz, Markus (* 1969), deutscher Rechtswissenschaftler
- Artz, Martin (* 1981), deutscher Wirtschaftswissenschaftler und Hochschullehrer
- Artze, Joxan (1939–2018), baskischer Schriftsteller
- Artzi, Shlomo (* 1949), israelischer Pop- und Rocksänger
- Artzinger, Helmut (1912–1996), deutscher Jurist und Politiker (CDU), MdB, MdEP
- Artzinger-Bolten, Dietmar (1940–2023), deutscher Fußballfunktionär
- Artzt, Heinz (* 1910), deutscher Jurist
- Artzy, Rafael (1912–2006), israelischer Mathematiker
- Artzybasheff, Boris (1899–1965), amerikanischer Illustrator